# Rhynchospora polystachys
Rhynchospora polystachys är en halvgräsart som först beskrevs av William Bertram Turrill, och fick sitt nu gällande namn av Hans Heinrich Pfeiffer. Rhynchospora polystachys ingår i släktet småag, och familjen halvgräs. Inga underarter finns listade i Catalogue of Life.